# Устав Пакистана
Устав Пакистана познат и као Устав из 1973, је врховни закон Пакистана .  Нацрт владе Зулфикара Али Бутоа, уз додатну помоћ опозиционих партија у земљи, једногласно је усвојен од 5. парламента 10. априла и ратификован 14. августа 1973.  Устав има за циљ да води пакистански закон, политичку културу и систем. Њиме се утврђује оквир државе, основна права становништва, државни закон и поредак, као и структура и успостављање институција и оружаних снага.  Прва три поглавља утврђују правила, мандат и одвојена овлашћења три гране власти: дводомног законодавног тела; извршни огранак којим управља премијер као главни извршни директор; и врхунско савезно правосуђе на челу са Врховним судом .  Устав одређује председника Пакистана као церемонијалног шефа државекоји треба да представља јединство државе.  Првих шест чланова устава оцртава политички систем као савезни парламентарни републички систем; као и ислам као његова државна религија .  Устав такође садржи одредбе које прописују усклађеност правног система са исламским забранама садржаним у Курану и Суннету. 
Парламент не може доносити законе који могу бити одбојни или супротни Уставу, али сам Устав може бити измењен двотрећинском већином у оба дома дводомног парламента, за разлику од претходних правних докумената из 1956. и 1962. године .  Временом је мењан, а измењени су и најновији импулси за политичку надоградњу и реформе. Иако је примењен 1973. године, Пакистан, међутим, слави усвајање устава 23. марта — када је први сет проглашен 1956. — сваке године као Дан Републике .  Технички, постоји 26 амандмана, али 23 амандмана су унета у устав, а три нису усвојена у парламенту јер су три амандмана пропала.

## Поријекло и историјска позадина
У радио разговору упућеном народу Пакистана, емитованом у фебруару 1948. године, Џина је на следећи начин изнео своје ставове у вези са будућим уставом Пакистана:
Устав Пакистана тек треба да буде уоквирен од стране пакистанске уставотворне скупштине, не знам какав ће бити коначан облик устава, али сам сигуран да ће он бити демократског типа, утјеловљујући суштинске принципе ислама. Данас су они применљиви у стварном животу као и пре 1300 година. Ислам и његов идеализам су нас научили демократији. Свима је научио једнакости људи, правди и фер игри. Ми смо наследници ове славне традиције и у потпуности живимо у складу са нашим одговорностима и обавезама као креатори будућег устава Пакистана.

Пакистан је основан 1947. као Доминион (независно царство или краљевство) у оквиру Британског Комонвелта. Исто је било и у независној Индији. Током својих првих неколико година постојања британски монарх је био и шеф пакистанске државе, као што је још увек случај у Канади, Аустралији итд. Пре писања устава, Уставотворна скупштина је донела Резолуцију о циљевима, на инсистирање улеме и џемата- е-ислами, у марту 1949. да дефинише основне директивне принципе нове државе и да прогласи државно признање Алаха суверенитета над универзумом. Резолуција о циљевима је потврдила улогу демократије и садржавала је вјерске одредбе које омогућавају друштву да се придржава учења Курана и Суннета. Резолуција о циљевима је од сада уметнута као преамбула у сваки од наредних пакистанских устава. 
Земља је постала република када је усвојен њен први устав 1956. године, али је он поништен 1958. након војног удара .  Други устав Пакистана је одобрен 1962. Њиме је додељена извршна власт председнику и укинута функција премијера. Он је такође институционализовао интервенцију војске у политици предвиђајући да двадесет година председник или министар одбране мора бити особа која је имала чин који није нижи од чина генерал-потпуковника у војсци.  Устав из 1962. суспендован је 1969. и укинут 1972. 
Устав из 1973. био је први у Пакистану који је уоквирен од стране изабраних представника. За разлику од устава из 1962., он је Пакистану дао парламентарну демократију са извршном влашћу концентрисаном у канцеларији премијера, а формални шеф државе – председник – ограничен на деловање по савету премијера. 
Устав каже да сви закони морају бити у складу са наредбама ислама како су наведене у Курану и Суннету .  Устав из 1973. године такође је створио одређене институције као што су Шеријатски суд и Веће исламске идеологије да каналишу тумачење и примену ислама. 
После још једног државног удара 1977. године, устав је држан у прекиду све док није „обновљен“ 1985. године, али амандманом (Осми) преневши власт са парламента и премијера на председника. Други амандман (Седамнаести) из 2004. наставио је ову промену, али је 2010. године, Осамнаести амандман смањио председничка овлашћења, враћајући владу парламентарној републици . 
Претходно законодавство као извор
Успешан покрет за независност довео је до успостављања Пакистана, независног од британског Рајха 1947. Британско царство је поделило Рај на два дела, Индију и Пакистан . 
Одредбе Закона о Влади Индије из 1935. године имале су велики утицај на државу и служиле су као њен основни правни документ до 1956. Године 1950. премијер Лиакуат Али Кхан је написао први анекс који је отворио пут ка изради Устава. Изабрана 1947. године, прва Уставотворна скупштина израдила је и усвојила свој први устав 1956.
Устав из 1956.
Након усвајања устава у Индији 1950. године, пакистански законодавци су били подстакнути да раде на свом уставу. Премијер Мухамед Али и његови владини званичници радили су са опозиционим странкама у земљи на формулисању устава Пакистана. 
Коначно, заједнички рад довео је до проглашења првог сета устава 23. марта 1956. године—на дан када Пакистан слави Дан Републике поводом усвајања устава. Устав је предвиђао парламентарни облик власти са једнодомним законодавством .  Званично је прихватио Пакистан као „ Исламску Републику “ и уведен је принцип паритета. Његове карактеристике су биле:
1. Исламска Република Пакистан  – Усвојен је званични назив земље
2. Циљеви Резолуција – Објективна резолуција је укључена као преамбула устава.
3. Систем власти – парламентарни са премијером као шефом владе.
4. Једнодомно законодавство – Један дом, само Народна скупштина која би се састојала од 300 посланика; 150 чланова из сваког источног и западног Пакистана
5. Председник – Потребно је да буде муслиман и церемонијални шеф државе. У случају унутрашње или спољне опасности, може прогласити ванредно стање у земљи.
6. Исламски закон - Ниједан закон неће бити донесен против учења Кур'ана и Суннета.
7. Независно судство – Врховни суд као врховни суд – коначни арбитар свих одлука.
8. Основна права обухватала су слободу кретања, говора и професије и исповедања вере, право на живот, слободу и имовину.
9. Језик – енглески, урду и бенгалски су постали национални језици.
Искандер Мирза је по уставу преузео предсједништво, али је његово стално ангажовање у националним пословима, за разлику од Устава, у двије године смијенило четири изабрана премијера. Под притиском јавности, Мирза је подржао државни удар 1958. године, чиме је практично суспендован устав. Убрзо након тога генерал Ајуб Кан свргнуо је Мирзу и прогласио се председником. 
Устав из 1962.
Генерал Ајуб Кан именовао је Уставну комисију за израду другог дела устава под вођством главног судије Мухамеда Шахабуддина .  Подневши своја разматрања 6. маја 1961, Ајуб Кан је изменио целу верзију устава која је била потпуно другачија од оне коју је препоручио главни судија Мухамед Шахабудин .  Проглашен је 8. јуна 1962. Главна карактеристика овог скупа било је увођење председничког система и консолидованих овлашћења председника. Нису извршене никакве даље измене да би се супротставиле документу из 1956. године.  Његове карактеристике укључују:
1. Више овлашћења председнику Пакистана . 
2. Јачање Исламског идеолошког савета . 
1970 Легал Фрамеворк Ордер
Председник Ајуб Кан позвао је начелника Генералштаба генерала Јахју Кана да спроведе ванредно стање у земљи. По преузимању председничке функције, генерал Јахја Кан је пристао на захтеве народа укидањем система једне јединице у Западном Пакистану и наредио опште изборе по принципу један човек, један глас . 
Војна влада и сам председник Јахја нису уложили напоре да саставе устав, осим што су издали вансудску наредбу 1970.  Широм земље, очекивања су била да ће Народна скупштина бити успостављена одржавањем слободних и поштених избора. Да би одржао предложене изборе, председник Иахиа је 30. марта 1970. прогласио Наредбу о правном оквиру у којој су такође наведени основни принципи предложеног устава и структура и састав националних и покрајинских скупштина. 
У децембру 1970, општи избори у целој земљи одржани су истовремено за националну и пет покрајинских скупштина. Националистичка Авами лига (АЛ) обезбедила је мандат Источном Пакистану, али није наступила ни у једној од четири провинције Пакистана.  Социјалистичка Пакистанска народна партија (ППП) под вођством Зулфикара Али Бутоа добила је мандат у Пенџабу и Синду, али није успела у Источном Пакистану, СЗФП-у и Белуџистану .
Уставна криза из 1970.
Уставна криза је додатно расла када је АЛ одбио да направи уступке у вези са својих шест тачака за нацрт устава и уместо тога тврдио да је АЛ у стању да уобличи устав и да сам формира централну владу. 
ЈПП није била вољна да разводни ауторитет савезне владе упркос обезбеђивању пуне покрајинске аутономије за све провинције Пакистана .  Преговори о уобличавању рада на уставу вођени су између јануара и марта 1971. између лидера ППП, АЛ- а и војне владе Јахја Кана, што се показало неуспешним.  Према ЛФО, председник је требало да одлучи када ће се састати Народна скупштина .  До 13. фебруара 1971. председник Јахја је објавио да је Национална скупштина требало је да се састане у Даки 3. марта 1971. До тада су се већ искристалисале разлике између главних страна у сукобу .  Што се тиче питања од шест тачака, ППП је био уверен да би федерација заснована на шест тачака довела до слабе конфедерације само по имену и била је део већег индијског плана за разбијање и уништење Пакистана. Ове страхове очигледно деле и војни лидери на западу, укључујући председника Јахју Кана који је 14. јануара 1971. јавно описао шеика Муџибур Рехман као 'будућег премијера Пакистана'. Буто је 15. фебруара објавио да његова странка неће присуствовати Народна скупштина осим ако није било 'неког реципроцитета' од стране Авами лиге. Шеик Муџиб је одговорио на конференцији за новинаре 21. фебруара, тврдећи да је "Наш став апсолутно јасан. Устав ће бити уоквирен на основу шест тачака". 
Оваква најава навела је ППП да захтева смену седнице Народне скупштине, односно одлагање отварања седнице.  ППП је запретила да организује генерални штрајк великих размера широм земље. Под притиском ППП-а, председник Јахја је одложио седницу Народне скупштине 25. марта, што је било шокантно разочарање за АЛ и њихове присталице широм Источног Пакистана.  То је виђено као издаја и као доказ власти Пакистана да им ускрате плодове њихове изборне победе. То је довело до избијања насиља у источном Пакистану. Авами лига је покренула покрет несарадње пошто је практично контролисала целу провинцију. Због немира у Источном Пакистану није сазвана ниједна седница Народне скупштине и војска се преселила у Источни Пакистан и извела операцију Режер . [ Покрет грађанске непослушности се претворио у покрет за оружано ослобођење који подржава Индија .
Пошто је Индија успешно интервенисала у сукобу, пакистанска војска се предала индијској војсци и скоро 45.000 војног особља је одведено као ратни заробљеници 16. децембра 1971.  Деморалисан, стекао је глас у земљи и открио да није у стању да контролише У ситуацији, председник Јахја је на крају предао националну власт ППП-у, од чега је Зулфикар Али Буто положио заклетву 20. децембра 1971. као председник и као (први цивил) главни администратор за војно стање . 

## Уставна конвенција
Након што је Бангладеш формиран 1971. године, ППП је формирала владу и делимично донела устав из 1962. године .  Председник Зулфикар Али Буто позвао је на уставну конвенцију и позвао лидере свих политичких партија да се састану са њим 17. априла 1972.  Лидери и уставни стручњаци исламских политичких партија, конзервативних партија, социјалиста и комунистичких партија били су делегиран да присуствује уставној конвенцији 1972. 
Израда и ратификација
Стручњаци за право, уставни аналитичари и угледни духовници у земљи радили су на формулисању устава за који су се надали да ће представљати вољу и жељу људи.  За разлику од ранијих покушаја, конвенција није била замишљена за нове законе или парцијалне измене, већ за „једину и изричиту сврху ревизије чланова из 1956. године “.  Такође, конвенција није била ограничена на религију, потребе владе и очување државе; већ је имала за циљ да задржи деликатност у трговини, финансијама, издавању зајмова федерацији и подели власти .  Неколико кључних идеја филозофије о Џон Лок и исламске одредбе о грађанским правима су замењене у Уставу. 
Устав је коначно успоставио дводомни парламент са Народном скупштином као доњим домом и Сенатом као горњим домом .  Такође је успоставио парламентарни облик власти са премијером као шефом владе ; изабрана Народна скупштина која истински представља вољу народа.  Устав је заиста одржавао деликатну равнотежу између традиционалиста и модернистаи одражавао тешке компромисе по питању основних верских права у земљи.  У нови Устав уведена су основна права, слобода говора, вероисповести, штампе, кретања, удруживања, мишљења и интелектуалне својине, живота, слободе и имовине и право на ношење оружја .  Ислам је проглашен државном религијом Пакистана. Географија и гранична статуа земље су редефинисани и „Пакистан је требало да буде Федерација четири провинције“. Устав је написан тако да представља конзервативни ислам, као и да одражава тежак компромис у погледу верских права и идеја хуманизма, које заступа ППП .
Дана 20. октобра 1972. године, нацрт су поново оживели сви лидери политичких партија и потписали декларацију о усвајању Устава у Народној скупштини 2. фебруара 1973.  Ратификован једногласно 19. априла 1973. године, Устав је ступио на снагу 14. августа 1973.  Истог дана, успешним гласањем о поверењу у парламенту, Зулфикар Буто је изабран за премијера након што се овај одрекао председничке функције након што је именовао Фазала-и-Илахија на ту функцију. 

## Структура
Основна права
Супротно Уставу из 1956. и Уставу из 1962. године, неколико идеја у Уставу су биле нове и гарантовале су сигурност сваком грађанину Пакистана. Први део Устава увео је дефиницију државе, идеју живота, слободе и имовине, индивидуалну једнакост, забрану ропства, очување језика, право на правично суђење, и обезбедио гаранцију за хапшење и притвор, као и гаранције против дискриминација у услугама. 
Клаузула о законском поступку у Уставу била је делимично заснована на британском општем праву, пошто су многи оснивачи и правни стручњаци у земљи следили британску правну традицију.  Основна права су врховна у Уставу и сваки закон који је ултра вирес основних права може бити поништен од стране врховних судова у њиховој уставној надлежности која им је дата према члану 199. Устава. 
Одредбе
За разлику од устава Индије и Бангладеша, Устав је одражавао тежак компромис око неколико питања како би се одржао деликатан баланс моћи међу институцијама земље. Устав је дефинисао улогу ислама ;  Пакистан је требало да буде Федерација четири провинције и биће позната као Исламска Република Пакистан; увођење контроле и равнотеже, подела власти и обезбеђено федерално уређење под којим влада треба да влада.
Устав је успоставио „ дводомни парламент “ као законодавну власт коју чине Сенат као горњи дом (обезбеђујући једнаку покрајинску заступљеност) и Народна скупштина као доњи дом (обезбеђује вољу и представљање народа). Устав је поставио одредбу о подобности да постане председник и премијер да само „ муслиманин “ са најмање четрдесет пет година  и квалификован да постане премијер . Ниједан закон који је противан исламу неће бити донесен, а садашњи закони ће се такође исламизирати .  Устав је такође увео нову институцију познату као „Савет заједничких интереса“ који се састоји од главних министара сваке четири покрајине и једнаког броја министара из кабинета Владе које именује премијер.  Савет би могао да формулише и регулише политику у II делу Листе закона. У случају жалбе на сметње у водоснабдевању од стране било које покрајине, Савет ће размотрити жалбу. 
Још један велики иновативни увод у Устав је успостављање Националне комисије за финансије (НФЦ) коју чине покрајински министри и министри финансија и други чланови који би саветовали о расподели прихода између федерације и покрајина. Први делови Устава уводе исламски начин живота, унапређење локалне власти, пуно учешће жена у националном животу, заштиту мањина, унапређење друштвеног и економског благостања народа и јачање веза са муслиманским светом. и да ради за међународни мир. 
Према Уставу, основна права обухватају безбедност личности, гаранције у вези са хапшењем и притвором, забрану ропства и принудног рада, слободу кретања, слободу удруживања, слободу говора, слободу исповедања вероисповести и гаранције верским институцијама, не- дискриминација у погледу приступа јавним местима иу служби, очување језика, писма и културе. Правосуђе ужива пуну надмоћ над другим државним органима. Што се тиче националних језика, урду је проглашен националним језицима, а енглескикао службени језик; сви остали језици су сачувани Уставом. 
Исламски увод
Многе кључне идеје у вези са улогом ислама у држави које су поменуте у члановима из 1956. године постале су део Устава:
Званични назив "Исламска Република Пакистан" као што је изабрано за државу Пакистан.
Ислам је проглашен државном религијом Пакистана.
Омогућавање живљења, културе и обичаја муслимана, појединачно или колективно, у складу са основним принципима и основним концептима ислама.
Учење о арапском језику, Курану и исламу да буде обавезно у институцијама земље и да се обезбеди исправно и тачно штампање и објављивање Кур'ана.
Осигурана је правилна организација зеката, вакуфа и џамија.
Спречити проституцију, коцкање и конзумирање алкохола, штампање, објављивање, тираж, порнографију и приказивање опсцене литературе и реклама .
Неопходно је бити муслиман да би се кандидовао за председника (мушкарац или жена) и/или премијер (мушко или женско). Нема ограничења у погледу вере или пола на било којој другој функцији, све до и укључујући гувернера провинције и главног министра.
Сви постојећи закони ће се ускладити са наредбама ислама како су утврђене у Курану и Суннету и неће бити донесен закон који је противан таквим забранама. 
Конституише се Савет исламске идеологије који се назива Исламски саветодавни савет. 
Устав Пакистана дефинисао је муслимана као особу која верује у јединство и јединство Алаха, у апсолутну и неквалификовану коначност посланства исламског пророка Мухамеда, и не верује, нити признаје као пророка или верског реформатора, било која особа која је тврдила или тврди да је пророк, у било ком смислу те речи или било каквог описа, после Мухамеда.
У складу са овом дефиницијом, Други амандман на Устав (1974) је по први пут прогласио Ахмадија заједницу и/или групу Лахори немуслиманима, пошто је њихов вођа, Мирза Гхулам Ахмад, тврдио да је Божији пророк.
Међутим, Четвртим амандманом (1975) издвојено је шест места у Народној скупштини за немуслиманске представнике ради заштите права мањина.
Држава ће настојати да ојача везе јединства међу муслиманским земљама .
Исламске ревизије су уведене у Пакистански кривични закон .
Делови
Појединачни чланови Устава груписани су у следеће делове:
Преамбула
1. део  – Уводни [чланови 1–6]
Део 2. – Основна права и принципи политике [чланови 7–40]
Део 3.  – Федерација Пакистана [чланови 41–100]
4. део  – Покрајине [чланови 101-140А]
Део 5.  – Односи између Федерације и провинција [чланови 141–159]
Део 6. – Финансије, имовина, уговор и тужбa [чланови 160–174]
Део 7.  – Судство [чланови 175–212]
Део 8. – Избори [чланови 213–226]
Део 9. – Исламске одредбе [чланови 227–231]
Део 10.  – Одредбе за ванредне ситуације [чланови 232–237]
Део 11.  – Амандман Устава [чланови 238–239]
Део 12.  – Разно [чланови 240–280]
Распоред
Распореди су листе у Уставу које категоризују и табеларно приказују бирократску активност и политику Владе.
Први прилог  – Закони изузети од примене члана 8(1), 8(2), 8(3б) и 8(4)
Други распоред  – Избор председника“ Члан 41(3)
Трећи прилог:  – Заклетве: члан 42, члан 91(5)–92(2), члан 53(2)–61,
Четврти прилог:  – Листе закона
Пети прилог:  – Накнада и услови рада судија: [члан 205]

## Амандмани
За разлику од претходних докумената, Устав се не може мењати, већ се доносе уставни амандмани; мењајући његов ефекат.  Амандмани на Устав се врше преко Парламента, где је потребна двотрећинска већина и гласање у оба дома да би уставни амандман ступио на снагу, у складу са Уставом.  Поред овога, одређени амандмани који се односе на федералну природу Устава морају бити ратификовани од стране већине покрајинских законодавних тела. 
Од 2019. године унето је 25 амандмана на Устав. Међу најважнијим од њих су Осми (1985) и Седамнаести амандман (2004), који је променио владу из парламентарног система у полупредседнички систем. Убедљиво највећа промена устава био је Осамнаести амандман унет 2010. године који је преокренуо ова проширења председничких овлашћења, враћајући владу парламентарној републици, а такође дефинисао сваки покушај да се подриже, укине или суспендује устав као чин високог издаја. 
Последњи од ових амандмана, Двадесет пети амандман, укључио је бивше племенске области под федералном управом у провинцију Хајбер Пахтунхва .

## Оригинални текст
Преамбула
Будући да суверенитет над целим Универзумом припада само Свемогућем Алаху, и да је ауторитет који народ Пакистана спроводи у границама које је Он прописао свето поверење;
И док је воља народа Пакистана да успостави ред:-
При чему држава врши своја овлашћења и ауторитет преко изабраних представника народа;
При чему ће се принципи демократије, слободе, једнакости, толеранције и социјалне правде, како их проглашава ислам, у потпуности поштовати;
При чему ће муслиманима бити омогућено да уређују своје животе у индивидуалној и колективној сфери у складу са учењем и захтјевима ислама како је наведено у Часном Кур'ану и Суннету;
При чему ће се обезбедити адекватна одредба да мањине слободно исповедају и практикују своје вере и развијају своју културу;
При чему ће територије које су сада укључене у Пакистан или које су у приступању са Пакистаном и такве друге територије које могу касније бити укључене или приступити Пакистану формирати Федерацију у којој ће јединице бити аутономне са таквим границама и ограничењима својих овлашћења и овлашћења која могу бити прописана;
У њему ће бити загарантована основна права, укључујући једнакост статуса, могућности и пред законом, социјалну, економску и политичку правду, и слободу мисли, изражавања, веровања, вере, обожавања и удруживања, подложна закону и јавном моралу;
При чему ће се предузети адекватне одредбе за заштиту легитимних интереса мањина и заосталих и депресивних класа;
При чему ће независност судства бити у потпуности обезбеђена;
При чему ће се штитити интегритет територија Федерације, њена независност и сва њена права, укључујући њена суверена права на копну, мору и ваздуху;
Како би народ Пакистана могао напредовати и стећи своје право и почасно место међу народима света и дали свој пуни допринос међународном миру и напретку и срећи човечанства:
Сада, дакле, ми, народ Пакистана,
Свесни наше одговорности пред Свемогућим Аллахом и људима;
Свестан жртава које су људи поднели у циљу Пакистана;
Веран изјави оснивача Пакистана, Куаид-и-Азама Мохаммада Али Јиннаха, да ће Пакистан бити демократска држава заснована на исламским принципима социјалне правде ;
Посвећени очувању демократије постигнуте непрекидном борбом народа против угњетавања и тираније;
Инспирисани решеношћу да заштитимо наше национално и политичко јединство и солидарност стварањем егалитарног друштва кроз нови поредак;
Да овим путем, преко наших посланика у Народној скупштини, усвојимо, донесемо и поклонимо себи овај Устав.

## Потписници
Све МНА  потписале су устав осим Миана Махмуда Али Касурија, др Абдула Хаиее Балоцха, Абдула Кхалик Кхана, Хаџи Али Ахмеда Кхана и Низамуддина Хаидера.  Сахибзада Мухамед Назир Султан је био последњи члан Народне скупштине који је такође изабран за посланика у Националној скупштини на изборима 1970. и био је један од последњих потписника Устава Исламске Републике Пакистан из 1973. године. 